# Argiope catenulata
Argiope catenulata es una especie de araña de la familia Araneidae.

## Localización y características
Esta especie de araña se distribuye desde la India a Filipinas (Papúa Nueva Guinea).
La araña hembra pone entre 600 a 800 huevos durante su vida útil de 2 a 3 meses. Los huevos de Argiope catenulata están contenidos en un capullo de color marrón claro que cuelga en la red. 